# Dampier Highway
Der Dampier Highway, früher auch Karratha-Dampier Road genannt, ist eine Verbindungsstraße im Nordwesten des australischen Bundesstaates Western Australia. Sie schließt die Stadt Dampier an den North West Coastal Highway bei Karratha an.

## Geschichte
Die Straße wurde Ende der 1960er-Jahre als Verbindung zwischen den Städten Dampier und Karratha fertiggestellt.

## Verlauf
Die Straße zweigt südlich von Karratha vom North West Coastal Highway (R1) nach Norden ab und führt durch das Zentrum von Karratha. Dort biegt sie nach Westen ab und verlässt die Stadt wieder. Sie wendet sich nach Nordwesten und endet nach 39 km in Dampier an der Kreuzung von Central Avenue und Church Road.